# Eiona tunicata
Eiona tunicata är en svampart som beskrevs av Kohlm. 1968. Eiona tunicata ingår i släktet Eiona, divisionen sporsäcksvampar och riket svampar.   Inga underarter finns listade i Catalogue of Life.